# Elezioni parlamentari in Turchia del 2002
Le elezioni parlamentari in Turchia del 2002 si tennero il 3 novembre per il rinnovo della Grande Assemblea Nazionale Turca.

## Risultati
| Liste                                          | Voti       | %     | Seggi |
| ---------------------------------------------- | ---------- | ----- | ----- |
| Partito della Giustizia e dello Sviluppo (AKP) | 10 808 229 | 34,28 | 363   |
| Partito Popolare Repubblicano (CHP)            | 6 113 352  | 19,39 | 178   |
| Partito della Retta Via (DYP)                  | 3 008 942  | 9,54  | –     |
| Partito del Movimento Nazionalista (MHP)       | 2 635 787  | 8,36  | –     |
| Partito della Gioventù (GP)                    | 2 285 598  | 7,25  | –     |
| Partito Democratico del Popolo (DEHAP)         | 1 960 660  | 6,22  | –     |
| Partito della Madrepatria (ANAP)               | 1 618 465  | 5,13  | –     |
| Partito della Felicità (SP)                    | 785 489    | 2,49  | –     |
| Partito della Sinistra Democratica (DSP)       | 384 009    | 1,22  | –     |
| Partito Nuova Turchia (YTP)                    | 363 869    | 1,15  | –     |
| Partito della Grande Unione (BBP)              | 322 093    | 1,02  | –     |
| Indipendenti                                   | 314 251    | 1,00  | 9     |
| Altri                                          | 928 039    | 2,94  | –     |
| Totale                                         | 31 528 783 | 100   | 550   |